# L'Irrésistible Jack
Pour les articles homonymes, voir The Closer.
L'Irrésistible Jack (The Closer) est une série télévisée américaine en dix épisodes de 22 minutes, créée par Ed Decter, John J. Strauss et Tom Selleck et diffusée entre le 23 février et le 4 mai 1998 sur le réseau CBS.
En France, la série a été diffusée à partir du 4 avril 1999 sur Série Club.

## Synopsis
Cette sitcom raconte l'histoire de Jack McLaren un brillant publicitaire qui après avoir été renvoyé de son boulot décide de fonder sa propre agence de publicité.

## Distribution
- Tom Selleck (VF : Francis Lax) : Jack McLaren
- Edward Asner (VF : Henry Djanik) : Carl Dobson
- David Krumholtz (VF : Laurent Morteau) : Bruno Verma
- Hedy Burress (en) (VF : Sylvie Jacob) : Alex McLaren
- Suzy Nakamura (VF : Virginie Mery) : Beverly Andolini
- Penelope Ann Miller (VF : Céline Monsarrat) : Erica Hewitt

## Épisodes
1. Mac Laren et associés (Pilot)
2. Une bouchée à la fois (Morality Bites)
3. Dobbs prend des vacances (Dobbs Takes a Holiday)
4. Le Divorce (The Closure)
5. Romantisme (The Rebound)
6. Il fait froid dehors, bébé (Baby, It’s Cold Outside)
7. Ton père tu honoreras (Honor Thy Jack)
8. Le tout nouveau divorce (Deep Game)
9. Savoir délégué (The Hand That Rocks the Office)
10. L’Éloge funèbre de mon meilleur ami (My Best Friend’s Funeral)